# Camp Allen
Le Camp Allen, anciennement Camp Elmore, est une petite base de l’United States Marine Corps à Norfolk, en Virginie,,. C’est une base annexe de la Base navale de Norfolk. C’est le foyer de la 1re et la 3e Fleet Antiterrorism Security Team (FAST). La base abrite également un entrepôt d'alimentation, un poste de secours du bataillon, et une unité de transport de moteur. Toutes ces unités font partie du Marine Corps Security Force Regiment, dont le siège est situé au Naval Weapons Station Yorktown.